# Normando Hernández González
Normando Hernández González (Camagüey, 21 d'octubre de 1969 és un escriptor, periodista independent i activista cubà.
Ha estat el director del Col·legi dels Periodistes independents de Camagüey, del qual en fou fundador, i també ha estat col·laborador del mitjà digital independent Cubanet.
El març del 2003 va ser detingut i arrestat a la seva ciutat natal de Camagüey, juntament amb 72 periodistes, escriptors i bibliotecaris més en una onada repressiva del règim cubà que es coneix com la "Primavera Negra". Se'l va condemnar a vint-i-cinc anys de presó, acusat segons l'article 91 del Codi Penal cubà de “posar en perill la independència de l'estat i la integritat territorial amb dels seus articles”, per haver informat sobre les condicions dels serveis estatals a Cuba i per criticar la gestió del govern de qüestions com el turisme, l'agricultura, la pesca, i els afers culturals. Durant els primers mesos de la seva detenció, Hernández va ser posat sota règim d'aïllament, en el qual només se li permetia gaudir de quatre hores de llum solar a la setmana i tenia les comunicacions amb l'exterior extremadament limitades. A causa de les precàries condicions de les presons cubanes, Hernández va estar greument malalt i va patir tuberculosi l'any 2007 i problemes cardíacs l'any 2009. Gràcies a la pressió de la comunitat internacional i de les negociacions entre el govern cubà, l'Església Catòlica i el Ministeri d'Afers Exteriors d'Espanya, Hernández va ser alliberat el juliol de 2010 i va viatjar a Madrid amb la seva família. Posteriorment, traslladà la seva residència a Miami.
L'any 2010 el PEN Català li concedí el Premi Veu Lliure, que distingeix als escriptors que han estat perseguits per la seva obra i han defensat amb el seu exemple el dret a la llibertat d'expressió.